# Aznalcóllar
Aznalcóllar – gmina w Hiszpanii, w prowincji Sewilla, w Andaluzji, o powierzchni 198,96 km². W 2011 roku gmina liczyła 6192 mieszkańców. Kopalnia Boliden produkuje około 125 000 ton cynku i 2,9 miliona uncji srebra rocznie.